# Iustin Popescu
Iustin Alin Popescu (n. 1 septembrie 1993, Craiova, România) este un fotbalist profesionist care joacă ca portar la SC Oțelul Galați în SuperLiga României.